# Leonid Bakalov
Leonid Ovanessovitch Bakalov (Леонид Ованесович Бакалов, nom de naissance Popov Попов), né le 25 novembre/ 8 décembre 1908 à Théodosie (gouvernement de Tauride) et mort le 26 juin 1982, est un compositeur russe, honoré par l'URSS en 1976.

## Biographie
Leonid Bakalov naît en Crimée en 1908, sous le nom de Leonid Popov. Il est diplômé en 1938 du conservatoire de Moscou, dans la classe du compositeur Henrik Litinski.
Il est surtout connu pour ses romances et chansons d'après-guerre reprises dans des films patriotiques.
Bakalov repose dans la 3e division du cimetière arménien de Moscou.

## Compositions

### Art lyrique
- 1938 : Conte du pope et de son valet Balda (Сказка о попе и работнике его Балде), opéra d'après Alexandre Pouchkine, créé à Moscou à la radio en 1938.

### Piano
- 2 sonates (1936, 1937)
- 5 préludes (1935)
- 10 pièces lyriques

### Violon et piano
- sonate

### Violoncelle et piano
- sonate

### Voix et piano
- romances (paroles de Pouchkine, de Mikhaïl Lermontov, Taras Chevtchenko, etc.)
- chansons pour enfants (plus de 20)

### Quelques chansons
- La traduction doit être revue. Le contenu est difficilement compréhensible à cause d’erreurs de traduction, peut-être dues à l’utilisation d’un logiciel de traduction automatique. (Marqué depuis janvier 2023)

- Lointains chemins (Дороги дальние) (paroles d'Ivan Moltchanov-Sibirski, 1941)
- Barbe de partisan (Партизанская борода) (paroles de Lapirov, 1943)
- La Fille de Riazan (Рязаночка') (paroles d'Iakov Bielinski, 1945)
- Le Soldat de la garde (Гвардии рядовой) (paroles d'Iakov Chvedov, 1948)
- Le Champ russe (Поле русское) (paroles de Sofronov, 1948)
- Dans le piémont de l'Altaï (В предгорьях Алтая) (paroles d'Alexandre Jarov, 1949)
- Du côté oublié (В позабытой стороне) (paroles de Mikhaïl Issakovski, 1949)
- Les Soldats de la paix (Солдаты мира) (paroles d'Anatoli Sofronov, 1950)
- Le Merisier (Черёмуха) (paroles de Mikaïl Issakovski, 1951)
- Volga, répands-toi dans la mer (Разливайся, Волга, морем) (paroles de Kharitonov, 1951)
- Sur une rivière tranquille (Над тихой рекой) (paroles de Sergueï Alymov, 1953)
- C'est ce que le chanteur a fait (Вот что сделал запевала) (paroles de Chvedov, 1954)
- La Section des amis (Дружный взвод) (paroles de Youri Razoumovski, 1954)
- Soyons heureux dans cette rue (Пусть эта улица будет счастливою) (paroles de Fatianov, 1958)